# Артелярщина
Артеля́рщина (укр. Артелярщина) — село,
Артелярщинский сельский совет,
Зеньковский район,
Полтавская область,
Украина.
Код КОАТУУ — 5321380401. Население по переписи 2001 года составляло 392 человека.
Является административным центром Артелярщинского сельского совета, в который, кроме того, входят сёла
Будки и
Лагоды.

## Географическое положение
Село Артелярщина находится на расстоянии в 1 км от села Будки и в 2-х км от села Покровское
По селу протекает пересыхающий ручей с запрудой.

## История
- В 1900 году в селе действовали две общины – казацкая и казённая [3].
- Есть на карте 1869 года[4]

## Экономика
- Молочно-товарная ферма.
- СХК «Славутич».
- ЧП «УкрХлебДар».